# Solid Gold Chartbusters
Solid Gold Chart Busters was een eenmalig muziekproject van Jimmy Cauty en Guy Pratt. De groep werd opgericht met maar een doel en dat was een poging om de nummer 1-kersthit in het Verenigd Koninkrijk van 1999 te kunnen claimen. Daartoe werd het nummer I Wanna 1-2-1 With You opgenomen dat gebaseerd is op een ringtone van Nokia en inspeelde op de groeiende populariteit van mobiele telefoons in die tijd. Doordat Cauty en Pratt beide een groot muzikaal verleden hadden presenteerde platenmaatschappij Virgin de band als The World’s First Novelty Supergroup. De britse komiek Lloyd Stanton bedacht het concept en zangeres Denise Palmer werd het gezicht en de stem van de groep. In de videoclip werd ze vergezeld door Cauty en Pratt die verkleed dansten als mobiele telefoons.
In november van 1999 wordt bekendgemaakt dat de formatie een poging doet om met kerstmis dat jaar op nummer een te staan. De betrokkenheid van Cauty wekte verwachtingen omdat hij in 1988 mee schreef aan het boek The Manual (How to Have a Number One the Easy Way) dat beschreef hoe hij als deel van de Timelords een dergelijke novelty-hit had gemaakt. Over de kwaliteit heeft hij een eerlijk verhaal: It’s awful. Hear it once and that’s it, it’s all over. There is nothing vaguely hip, it’s just pure now, throwaway novelty pop. NME Magazine is echter van mening dat het nummer zo irritant is dat het geen kans zal maken. De review is vernietigend: A novelty record that is so unspeakably annoying that NO FUCKER IN THE COUNTRY BUYS IT. Admittedly, the annoying yuppie talking on the phone annoyingly is reasonably funny, if annoying, but the main culprit is the actual mobile phone bleep (jingle? blingle?) which runs through the entire track.
Die voorspelling is juist. 1-2-1 With You staat maar een week in de Britse hitlijsten en komt niet verder dan plaats 62. De groep wordt daarna dan ook weer geruisloos ontbonden.